# Гинофобия
Гинофобията (от гръцки: gyne – „жена“ и phobos – „страх“) е болезнен страх от жени. Калигинефобията представлява страх от красиви жени. Терминът не трябва да се бърка с мизогинията, което е омраза и презрение към жени.
Исторически, гинофобията е считана за движещата сила към хомосексуалността.
Според някои учени, насилствените амазонки са причината за обсебващия страх от жени в Древна Атина.